# 972 до н. е.

## Події
- Тхевон-ван, згідно з корейською міфологією, стає ваном стародавнього Чосона.